# NGC 358
NGC 358 este un asterism situat în constelația Cassiopeia. A fost descoperit în 4 februarie 1865 de către Heinrich d'Arrest